# Edwin Butterworth Mains

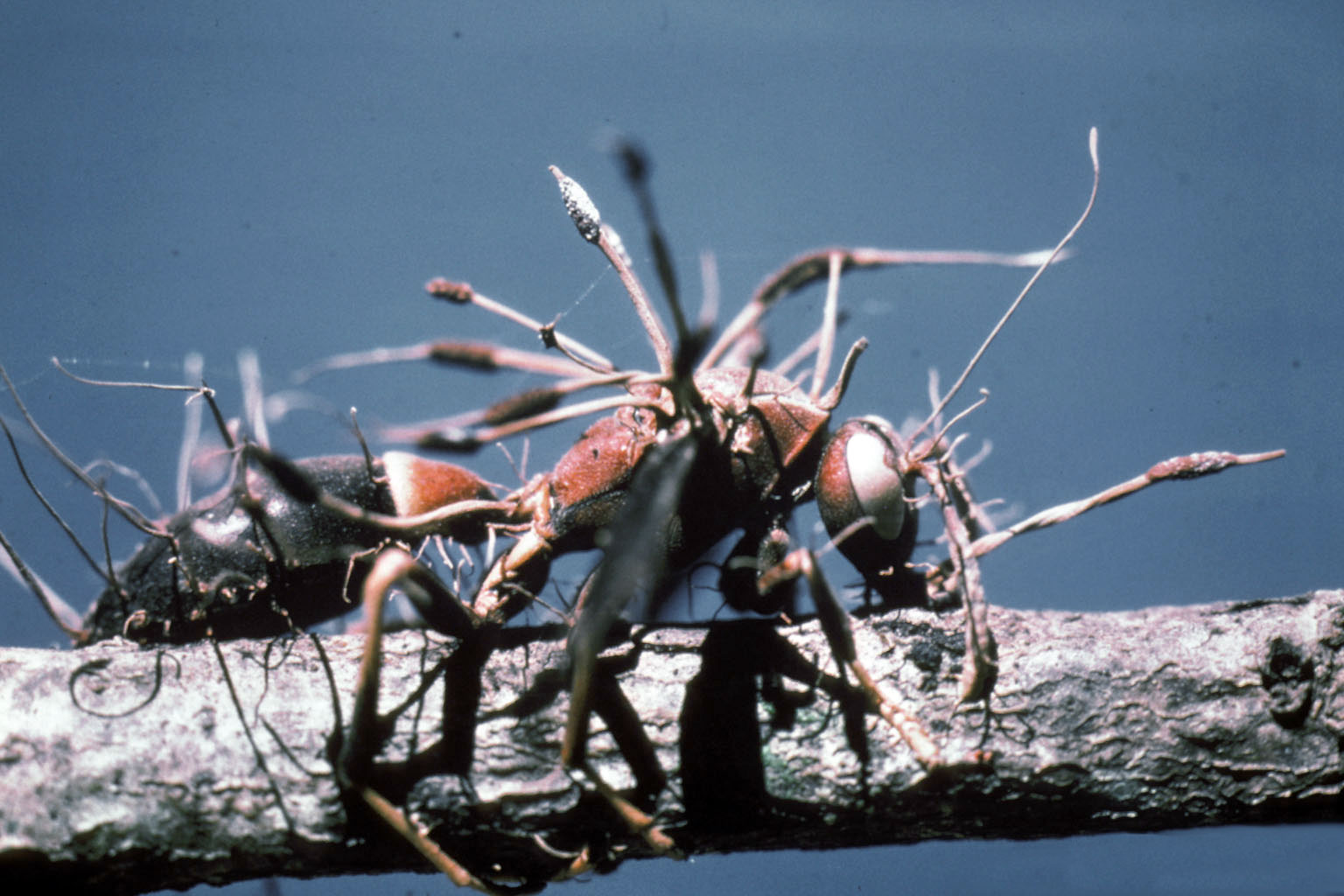
Stekel angripen av Cordyceps sp.

Edwin Butterworth Mains, född den 31 mars 1890 i Coldwater, Michigan, död den 23 december 1968 i Ann Arbor, Michigan, var en amerikansk mykolog och botaniker.
Han började sina universitetsstudier vid Michigan State University 1909, men flyttade till University of Michigan 1911 där han blev doktorand under Calvin Henry Kauffman och disputerade 1916 med en avhandling om parasit-värd-förhållanden hos rostsvampar. Han fick därefter en tjänst som assistenrande botaniker vid Purdue Universitys institution för agrikulturs experimentstation. När Kauffman insjuknade 1930 lämnade han Purdue och återvände till University of Michigan där han blev tillförordnad herbarieföreståndare och när Kauffman dog året därpå övertog han dennes tjänst som föreståndare för herbariet. Han behöll denna tjänst till sin pensionering 1960. Utöver rostsvampar, som var hans huvudintresse, studerade Mains även andra svampgrupper, som jordtungor (Geoglossaceae) och insektsparasitsläktet Cordyceps, och i sin funktion av herbarieföreståndare ägnade han sig även åt mossor och kärlväxter. Bland hans doktorander märks främst Alexander Hanchett Smith. Hans största verk var avsnittet om rostsvampar i North American Flora del 7. Mains var ordförande för American Society of Mycology 1942 och han var även en tidig och framträdande färgfotograf. Han dog av en hjärtattack på lillejulafton 1968 och efterlämnade sin hustru sedan 1917, Mary Esther (f. Elder).
Auktorsnamnet Mains kan användas för Edwin Butterworth Mains i samband med ett vetenskapligt namn inom botaniken; se Wikipediaartiklar som länkar till auktorsnamnet.

## Eponym
Följande taxa har uppkallats efter Edwin B. Mains:
- Mainsia H.S. Jacks 1931 (anses nu vara synonym till Gerwasia Racib. 1909)
- Ravenelia mainsiana Arthur & Holw. 1918
- Favolaschia mainsii Singer 1974
- Galerina mainsii A.H. Sm. & Singer 1958
- Gibellula mainsii Samson & H.C. Evans 1992